# Comuna Sorø
Sorø (Sorø Kommune) este o comună din regiunea Sjælland, Danemarca, cu o suprafață totală de 308,46 km².